# Solenoptera sulcicollis
Solenoptera sulcicollis är en skalbaggsart som beskrevs av Thomson 1860. Solenoptera sulcicollis ingår i släktet Solenoptera och familjen långhorningar.
Artens utbredningsområde är:
- Guadeloupe.
- Dominica.
- Martinique.

Inga underarter finns listade i Catalogue of Life.